# Женевский трамвай
Женевский трамвай — трамвайная система города Женевы (Швейцария). Была открыта 19 июня 1862 года и являлась первой трамвайной системой в Швейцарии.

## История
Первые трамваи в 1862 году были на конной тяге. В 1877 году был запущен первый паровой трамвай в Швейцарии. К концу XIX века появились первые электрические трамваи. В 1899 году была организована Женевская компания электрических трамваев, которая за несколько лет приобрела все пути и приступила к электрификации и расширению сети.
К 1920-м годам Женева стала обладательницей крупнейшей сети в Европе, которая охватывала не только пригороды Женевы, но и соседние французские городки. В 1923-24 длина сети составляла 119,7 км, в том числе 15,6 км по французской территории.
После 2-й мировой войны трамвай уступил место личным автомобилям, автобусам и троллейбусам. Деградация трамвайной сети к 1969 году привела к тому, что функционировала всего одна линия номер 12. В 1977 году Женевская компания электрических трамваев была преобразована в компанию Женевский общественный транспорт (Transports Publics Genevois).
В 1995 году началось возрождение трамвая. В настоящее время трамвайная сеть состоит из 6 линий и активно развивается. Длина сети в данное время составляет 33,5 км.

## Продление
Закончились работы по продлению линии 16 (теперь 14) до ЦЕРНа. Первая очередь была сдана в декабре 2007 года. Рассматриваются возможности продления трамвайных линий до французской территории.

## Подвижной состав
| Внешний вид | Обозначение модели         | Производитель | Годы ввода в эксплуатацию | Количество | Бортовые номера          | Длина вагона |
| ----------- | -------------------------- | ------------- | ------------------------- | ---------- | ------------------------ | ------------ |
|             | Be 4/6                     | Duewag        | 1984, 1987 — 1989         | 24         | 801, 802 — 822, 825, 826 | 21.9 м       |
|             | Be 4/8                     | Duewag        | 2004 — 2005, 2009 — 2010  | 21         | 831 — 852                | 30.9 м       |
|             | Flexity Outlook Cityrunner | Bombardier    | 2004 — 2005, 2009 — 2010  | 39         | 861 — 899                | 42 м         |
|             | Tango                      | Stadler Rail  | 2011 — 2014               | 32         | 1801 — 1832              | 44 м         |